# Гангліонарний шар

Шари сітківки.
RPE — пігментний епітелій сітківки
OS — зовнішній сегмент фоторецепторів; IS — внутрішній сегмент фоторецепторів;
ONL — зовнішній ядерний шар; OPL — зовнішній сітчастий шар;
INL — Внутрішній ядерний шар; IPL — внутрішній сітчастий шар;
GC — гангліонарний шар; BM — мембрана Бруха; P — пігментні епітеліоцити;
R — палички; C — колбочки;
Стрілочка і пунктирна лінія — зовнішня погранична мембрана;
H — горизонтальні клітини; B — біполярні клітини;
M — клітини Мюллера A — амакринові клітини;
G — гангліонарні клітини; AX — аксони.

Гангліонарний шар (англ. ganglion cell layer, GCL) — один з десяти шарів сітківки хребетних, містить тіла гангліонарних клітин та один вид амакринових клітин.
Дендрити гангліонарних клітин тягнуться з внутрішнього сітчастого шару, де вони приймають імпульси від біполярних і амакринових клітин. Аксони гангліонарних клітин направляються в шар нервових волокон, де збираються в пучки і надалі формують зоровий нерв, який проводить дещо перероблену тканиною сітківки інформацію в центральну нервову систему.
Крім гангліонарних клітин в цьому шарі міститься ще один тип амакринових клітин — зміщені амакринові клітини (англ. displaced amacrine cells) і клітини нейроглії.
Кількість клітин гангліонарного шару на всій площі не є постійною, на периферії сітківки цей шар містить один ряд перикаріонів, в центральній і середній частині кілька шарів. Товщина шару становить приблизно 20-30 мкм.

## Зовнішні посилання
- Histology Learning System Бостонського університету: 07902loa [Архівовано 3 березня 2016 у Wayback Machine.]